# ちょう度
稠度（ちょうど）の本来の意味は、ペースト状物質の硬さ・軟らかさ・流動性などを意味する専門用語。例えば「カタイ（高粘度で流動性が無い）」、「ネバイ（高粘度ではあるが流動性がある）」、「サクイ（粘度は高くないが流動性が無い）」などと表現される。現在一般的に使用される意味はグリースの硬さを表す値。潤滑油の動粘度にあたるが、動粘度と異なり稠度は高いほど柔らかく低いほど硬くなり、稠度番号に関しては数字の通り小さいほど柔らかく大きいほど硬くなるため混同に留意する必要がある。

## グリースの稠度
グリースの稠度（cone penetration）はグリースの硬さ（consistency）と流動性の最も一般的な指標である。グリースの稠度とは、25℃で、規定の寸法・重さの円錐の先端を規定の方法でグリースの上に5秒間だけ落下させたときに先端がグリースに沈む深さ（針入度）の10倍である。グリースが硬い（高粘度で流動性が小さい）ほど円錐は浅く沈むため稠度は小さい。グリースが柔らかい（低粘度で流動性が高い）ほど円錐は深く沈むため稠度は大きい。形状を保持するのに十分な硬さの固形グリースの稠度は通常、85未満である。
稠度には以下の種類が存在する。いずれも試験条件は25℃である。
- 混和稠度（worked penetration）：　グリースを規定の混和器で60往復だけ混和した直後の稠度。60回の往復によりグリースは均一となり、かつ、使用時と近似した状態（剪断を受け続けている状態）となる。最も一般的で、性能評価に最も多用される稠度。
- 不混和稠度（unworked penetration）：　試験に適した容器に可能な限りかき混ぜずに採ったグリースの稠度。使用中のグリースの流動性を混和稠度ほど効果的に表さない。このため、グリースの性能評価には一般的に混和稠度のほうが適している[1]。
- 多回混和稠度：　混和回数が60回を超えたとき、混和直後の試料の稠度。
- 固形稠度：　規定の切断器を用いてグリースの塊から切り出した立方体の新しい面について測定した稠度。
- 貯蔵稠度：　混和器の壺に25℃で規定の時間だけ試料を静置した後に測定した稠度。

## 稠度番号と使用条件・用途
| NLGI ちょう度番号     | 000号      | 00号       | 0号                            | 1号                                      | 2号          | 3号                    | 4号                      | 5号      | 6号      |
| 混和稠度範囲 (1/10mm) | 445~475    | 400~430    | 355~385                        | 310~340                                  | 265~295      | 220~250                | 175~205                  | 130~160  | 85~115   |
| 状態                  | 半流動状   | 半流動状   | 極めて軟                       | 軟                                       | 中間         | やや硬                 | 硬                       | 極めて硬 | 極めて硬 |
| 用途                  | 精密機械用 | 精密機械用 | 集中給油用                     | 集中給油用                               | 一般用       | 一般用                 | 高温用                   | 高温用   | 高温用   |
| 使用条件              |            |            | フレッチングを起こしやすい場合 | フレッチングを起こしやすい場合（低温用） | 密封玉軸受用 | 密封玉軸受用（高温用） | グリースでシールする場合 |          |          |

0号・355~385
集中給油用、フレッチングを起こしやすい場合
1号・310~340
集中給油用、フレッチングを起こしやすい場合 （低温用）
2号・265~295
一般用、密封玉軸受用
3号・220~250
一般用、密封玉軸受用 （高温用）
4号・175~205
高温用、グリースでシールする場合
- 集中給油は、集中給脂とも言う。ここでは JIS 規格表記に準拠した。
- NLGI ちょう度番号は、日本ではNLGI No. で通用している。また、JIS 規格もそれに準拠した内容で策定されている。

## 稠度試験機
稠度試験機とは、グリースの稠度を測定する電動または手動の器具。稠度計と円錐から成る。標準、1/2、1/4の3種類がある。ただし、このうち、正式な稠度測定に使用できるのは標準のみである。一般的に1/2と1/4は製造現場での緊急・簡易測定のために用いられる。以下の式は、1/2または1/4での測定結果を標準での推定値に換算する。
- 1／4から標準への変換：Ｐ ＝ 3.75ｐ+ 24
- 1／2から標準への変換：Ｐ ＝ 2ｐ+ 5

ここで、標準で測定した場合のＰは稠度、ｐは1/2または1/4での測定結果である。

### 稠度計
稠度計（penetrater）とは稠度試験機において円錐と保持具以外の部分であり、いわゆる稠度試験機の本体である。土台（支持台）に支持棒が鉛直に立てられている。支持棒に試料台が、その上に円錐保持部がそれぞれ留め具で固定されている。留め具のネジを緩めることで試料台と円錐保持部を支持棒沿いに移動させることができる。円錐保持部には保持具取り付け部、留金具、ダイヤルゲージ、測定用ラックが付いている。
棒状の保持具を取り付け部に挿し込むことで、円錐保持部に取り付けることができる。このとき、保持具は鉛直方向に動くことができる。また、保持具はダイヤルゲージと連動しており、保持具および、保持具に固定された円錐が動くたびにダイヤルゲージの数値は変化する。具体的には、円錐がある位置にあるときにダイヤルゲージの値は0となるよう設定されており、その位置から円錐が下に動くと値は大きくなる。この値は、0から円錐が移動した距離（ミリメートル単位）の10倍である。例えば10.0mmだけ円錐が落下するとダイヤルゲージは100を示す。また、ダイヤルゲージは0.1mm単位で測定できるように設計されている。
ダイヤルゲージの値は保持具の動きから離して0に固定することができる。いわゆる0合わせが可能である。測定の際に0点は、円錐の先端が試料の水平面にちょうど接触するときとする。また、保持具および円錐は留金具で稠度計に固定することができる。固定を外すと円錐はほとんど摩擦なしに62mm以上落下する。可動の最も下まで円錐が落下しても円錐の先端はグリースの容器（混和器）の底に当たらないように設計されている。
一般に稠度計には、保持具の傾きを鉛直に維持するための水平調節ネジおよび水準器を支持台に備えている。

### 円錐と保持具
稠度試験機の円錐とは、円錐形の本体に、取外し可能な焼入鋼製先針が付いたもの。保持具とは、一方の端で円錐と連結する棒状の部品である。連結部を下端とし、これに対して上端には止めが付いている。円錐と連結した状態で稠度試験機に取り付けることが可能である。保持具の外面は研磨されており、十分に滑らかに仕上げられている。
標準、1/2、1/4で寸法、重さおよび材質は日本工業規格により規定されている。
- 標準：　円錐の材質はマグネシウムまたは他の適切な金属。円錐の全質量は102.5±0.05 gで、保持具の質量は47.5±0.05 gである。
- 1/2：　円錐本体は鋼製、ステンレス製または黄銅製。先針のロックウェル硬さはCスケールの 45～50である。保持具は鋼製、ステンレス製、黄銅製またはステンレス鋼製。円錐および保持具の全質量は37.5±0.05 gで、円錐の質量は22.5±0.025 g、保持具の質量は15±0.025 gである。
- 1/4：　円錐本体の材質はプラスチックまたは他の低密度の材料。焼入鋼製先針のロックウェル硬さはCスケール45～50である。保持具はプラスチック、他の低密度の材料、あるいはマグネシウム合金製である。円錐および保持具の全質量は9.38±0.025 gである。